# Dröbischau
Dröbischau là một đô thị thuộc huyện Saalfeld-Rudolstadt, trong bang Thüringen, nước Đức. Đô thị Dröbischau có diện tích 4,61 km².